# データ不足 (レッドリスト)
データ不足 (でーたぶそく Data Deficient＝DD) の種とは国際自然保護連合 (IUCN)  がその保全状況を適切に査定するには充分なデータがないと分類した種を指す。この分類であっても、その種に関する広汎な調査が尽くされていないことを意味するとは限らないが、種の豊富さと分布の情報はほとんどもしくはまったく入手できていないことは確実である。
IUCN は記録の量から生息数の少なさが危険な水準にあると示される場合、その種をけっして「データ不足」に指定しないよう勧告する。「分類群の分布範囲が比較的限定されていると疑われる場合、もしくは分類群の直近の記録からかなり時間が経過した場合には、その種の脅威にさらされた状態を正当化する可能性が高い」とする。 (予防原則も参照。)